# Bruce A. Young
Bruce A. Young (22 de abril de 1956) es un actor estadounidense de cine y televisión.
Young es conocido por su papel del Capitán Simon Banks en The Sentinel. Young también apareció en películas como Risky Business, Jurassic Park III, The Color of Money, Basic Instinct, Into Temptation, Undisputed, y Enough. 
También ha aparecido en series de televisión como 21 Jump Street, E/R, Highlander: The Series, Quantum Leap, NYPD Blue, Cold Case, Ghost Whisperer, Grey's Anatomy y Prison Break.

## Filmografía
- The Next Three Days (2010): Trabajador en ascensor
- Into Temptation (2009): Lloyd Montag
- Edmond (2005): Policía
- Enough (2002): Entrenador en defensa personal
- Ticker (2002): Guardespalda
- Jurassic Park III (2001): M. B. Nash
- The Tie That Binds (1995): Gil Chandler
- The War (1994): Moe
- Blink (1994): Teniente Mitchell
- The Naked Gun 33⅓: The Final Insult (1994): Tyrone
- Basic Instinct (1992): Andrews
- Hot Shots! (1991): "Red" Herring
- An Innocent Man (1989): Jingles
- Lethal Weapon 2 (1989): Asesino profesional (acreditado como Bruce Young)
- 21 Jump Street (1987): Sargento James Adabo (2 episodios)
- The Color of Money (1986): Moselle
- Nothing in Common (1986): Gene
- Risky Business (1983): Jackie
- Thief (1981): Mecánico #2